# 카를로스 모랄레스
카를로스 모랄레스(스페인어: Carlos Morales, 1982년 9월 11일, 미국 뉴저지주 프리홀드 ~ )는 미국 태생 푸에르토리코의 축구 선수로 포지션은 미드필더이다.